# Cantone di Anduze
Il Cantone di Anduze era una divisione amministrativa dell'arrondissement di Alès.
A seguito della riforma approvata con decreto del 24 febbraio 2014, che ha avuto attuazione dopo le elezioni dipartimentali del 2015, è stato soppresso.

## Composizione
Comprendeva i comuni di:
- Anduze
- Bagard
- Boisset-et-Gaujac
- Générargues
- Massillargues-Attuech
- Ribaute-les-Tavernes
- Saint-Sébastien-d'Aigrefeuille
- Tornac